# 1131 w polityce

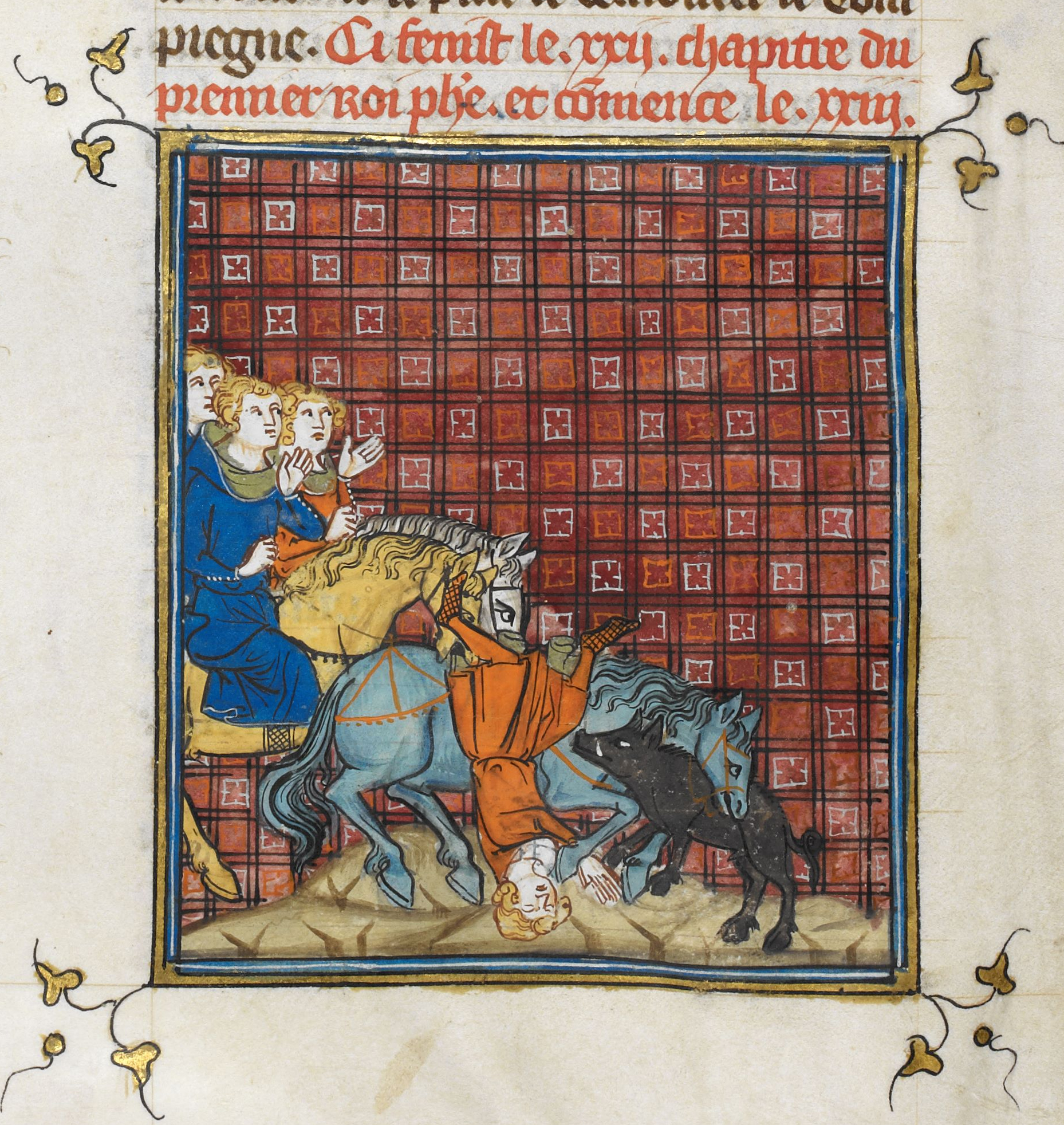
Miniatura przedstawiająca scenę śmierci Filipa Kapeta

Wydarzenia polityczne w 1131 roku.

## Wydarzenia
- Papież Innocenty II wydał bullę (z poparciem Lotara III i inspiracji arcybiskupa magdeburskiego Norberta) podporządkowującą diecezję poznańską Magdeburgowi[1][2].
- Królem Węgier został Bela II Ślepy[3].

## Zmarli
- Filip Kapet, współwładca Francji[4].